# Vétérinaire spécialiste
 (novembre 2014).
 (mars 2021).
Si vous disposez d'ouvrages ou d'articles de référence ou si vous connaissez des sites web de qualité traitant du thème abordé ici, merci de compléter l'article en donnant les références utiles à sa vérifiabilité et en les liant à la section « Notes et références ».
Un vétérinaire spécialiste est un vétérinaire qui, en plus de ses études menant au diplôme de vétérinaire, a suivi un cursus spécifique lui ayant permis d’acquérir une compétence particulière dans un domaine et de la valider par l'obtention d'un diplôme.
Parmi les principaux organismes encadrant la formation des vétérinaires spécialistes dans le monde, se trouvent le European Board of Veterinary Specialisation (EBVS) en Europe, et l'American Board of Veterinary Specialties (ABVS) de l'American Veterinary Medical Association (AVMA) en Amérique du Nord.
Ce qualificatif ne doit pas être confondu avec le qualificatif trompeur de « vétérinaire spécialisé en … » qui n’est pas un titre. Il ne correspond donc à aucune compétence officiellement reconnue. Seul le titre officiel de « vétérinaire spécialiste », est garant d’une formation officielle.

## En Europe

### En France
La liste des spécialistes vétérinaires français est consultable sur le site de l'association des vétérinaires spécialistes français ou auprès du conseil supérieur de l'ordre des vétérinaires.
En France, pour apprendre le métier de vétérinaire, des études sanctionnées par un doctorat sont nécessaires. Au cours de ses études, le vétérinaire est formé pour élever, contribuer au bien-être, soigner et protéger la santé de différentes espèces d'animaux  (animaux de production, équidés, animaux de compagnie, animaux de laboratoire, animaux de zoos), assurer la qualité des productions animales, ... . Compte tenu de la multiplicité des disciplines et des espèces, de l’évolution des connaissances en médecine vétérinaire, la nécessité d’une spécialisation s’est fait sentir depuis plusieurs années. D’abord informelle, elle est maintenant organisée, réglementée et contrôlée, notamment par l’Ordre des Vétérinaires, dans l’intérêt des utilisateurs et des animaux.
Aujourd’hui, un vétérinaire exerçant en France ne peut se prévaloir du titre de spécialiste que dans des conditions réglementaires bien définies, tant au niveau européen que français. Cette réglementation ayant tardé à se mettre en place, une multiplicité de formations et de titres sont apparus (CES, CEAV, …) mais ne donnent pas droit au titre de spécialiste.

#### Historique
La France a mis en place un système national de référence : le DESV (Diplôme d’Études Spécialisées Vétérinaires) dans la majorité des disciplines.
Au niveau européen, la spécialisation a été définie en 1978 par un organisme officiel de l’Union Européenne (Advisory Board of Veterinary Specialisation). Il a fixé des obligations minimales de formations en 1991, en grande partie calquées sur le modèle Nord-Américain, qui, mis en place plusieurs années auparavant, était la référence au niveau international.

#### La situation actuelle
Les seuls vétérinaires pouvant aujourd’hui se prévaloir en France du titre de spécialiste sont donc les titulaires d’un DESV et les diplômés européens (Arrêté du 1er juillet 2009 fixant les conditions de reconnaissance du titre de vétérinaire spécialiste (JO 11/7/09)).
La liste des vétérinaires spécialistes est tenue par l’Ordre des Vétérinaires et consultable sur son site.
La liste des spécialités vétérinaires reconnues en France est fixée par l'Arrêté du 6 juin 2019 fixant la liste des spécialités vétérinaires (NOR : AGRE1915378A ; JORF n°0136 du 14 juin 2019) :
- anatomie pathologique vétérinaire ;
- anesthésie et analgésie vétérinaire ;
- chirurgie des animaux de compagnie ;
- chirurgie équine ;
- dermatologie vétérinaire ;.
- élevage et pathologie des équidés ;
- éthologie clinique et appliquée des animaux domestiques ;
- gestion de la santé des bovins ;
- gestion de la santé et de la qualité en productions avicoles ;
- gestion de la santé et de la qualité en production laitière ;
- gestion de la santé porcine ;
- imagerie médicale vétérinaire ;
- médecine du comportement des animaux de compagnie ;
- médecine et chirurgie des oiseaux ;
- médecine interne des animaux de compagnie ;
- médecine interne des animaux de compagnie, option cardiologie ;
- médecine interne des animaux de compagnie, option oncologie ;
- médecine interne des équidés
- neurologie vétérinaire ;
- nutrition clinique vétérinaire ;
- ophtalmologie vétérinaire ;
- pathologie clinique vétérinaire ;
- reproduction animale ;
- santé et productions animales en régions chaudes ;
- santé publique vétérinaire - sciences des aliments ;
- santé publique vétérinaire - médecine des populations ;
- sciences et médecine des animaux de laboratoire ;
- stomatologie et dentisterie vétérinaires

#### La formation d’un vétérinaire spécialiste

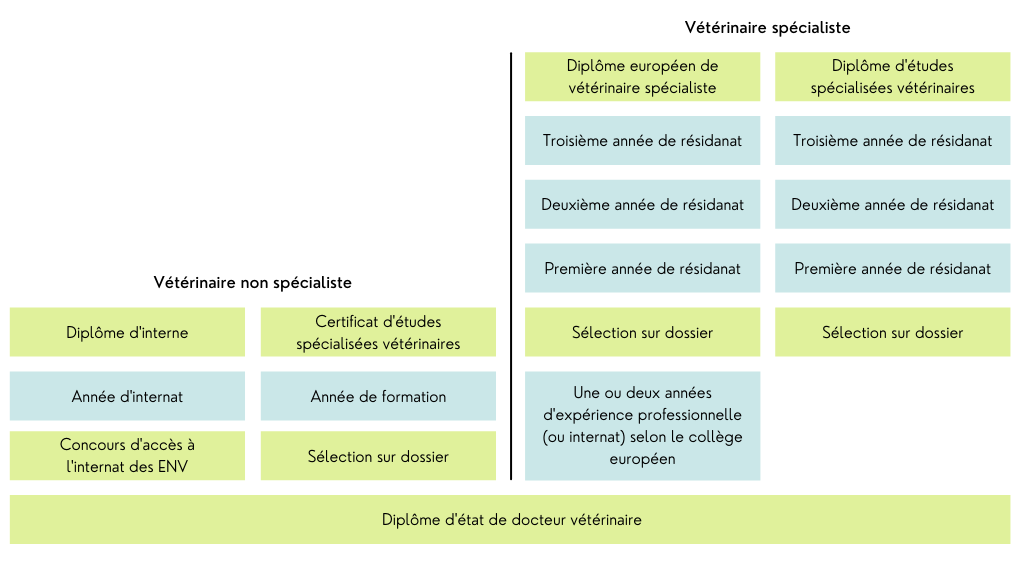
Schéma des études vétérinaires spécialisées en France

##### Par la voie du diplôme de DESV
Il s'agit d'une voie qui n'a pas de reconnaissance internationale et qui n'existe qu'en France. Ce manque de reconnaissance explique en partie pourquoi cette voie est actuellement délaissée par les écoles vétérinaires et les jeunes vétérinaires, au profit des diplômes des collèges européens. Il existe des DESV dans la plupart des spécialités : par exemple, Médecine interne des animaux de compagnie (+ option cardiologie), Dermatologie, Ophtalmologie, Élevage et pathologie des équidés, Sciences de l'animal de laboratoire, Chirurgie des animaux de compagnie, Anatomie pathologique vétérinaire.

##### Par la voie de la VAE
Il s'agit d'une voie parallèle qui permet à un vétérinaire pouvant justifier d’une expérience dans un domaine, sur présentation d’un dossier, le droit de se prévaloir, en France, du titre de spécialiste dans le domaine concerné. Cette voie n'est pas reconnue au niveau international.

##### Par la voie des diplômes de Collèges Vétérinaires Européens
Après l’obtention de son diplôme de vétérinaire, le candidat doit faire au minimum un internat d’un an. Il doit ensuite suivre un résidanat de 3 ans dans une institution agréée et contrôlée par le Collège Européen de la spécialité concernée. Il passe ensuite un très difficile examen et doit revalider son titre tous les 5 ans. Contrairement aux deux autres voies, elle est reconnue au niveau international. C'est actuellement la voie prépondérante, y compris en France.

#### Le rôle du vétérinaire spécialiste
En France, les vétérinaires spécialistes travaillent en tant qu’enseignants-chercheurs ou dans quelques structures privées importantes. Plus de 95 % participent également à la formation post-universitaire des vétérinaires français ou étrangers.
Dans leur pratique quotidienne, les vétérinaires spécialistes permettent, dans leur domaine de compétence, de proposer aux usagers un meilleur service. Dans une chaine de soins cohérente, ils sont la deuxième ligne, à la disposition du vétérinaire généraliste, pour déterminer avec lui les examens complémentaires à réaliser et pour élaborer la meilleure stratégie de traitement.

#### Une situation française parfois confuse

##### Des qualificatifs parfois «trompeurs»
Les vétérinaires peuvent suivre diverses formations professionnelles post-universitaires pour compléter ou actualiser leurs connaissances. D’une forme et d’une durée très variables (de quelques heures à quelques jours), certaines donnent lieu à la délivrance d’un titre (officiel ou non) mais aucune ne permet de se prévaloir du titre de vétérinaire spécialiste. Cette multiplication de formations est parfois une grande source de confusion dans l’esprit du public.
Une autre « bizarrerie », concerne le mode d’exercice qu’il ne faut pas confondre avec une spécialisation. Certains vétérinaires se déplacent de cabinets en cabinets pour proposer à leurs confrères de réaliser à leur place des actes qu’ils ne pratiquent pas ou peu : dermatologie, échographie, chirurgie, … L’Ordre des Vétérinaires les qualifie de « vétérinaires itinérants », ce qui correspond à un mode d’exercice mais en aucun cas à une spécialisation, beaucoup n’ayant d’ailleurs aucune formation universitaire particulière, y compris pour la chirurgie. Ce mode d’exercice ne leur permet donc en aucun cas de se prévaloir du titre de vétérinaire spécialiste en chirurgie (en dermatologie, en échographie, …). L’Ordre des Vétérinaires est garant pour les usagers de la qualité du service dispensé par les professionnels qu’il a habilité. Seuls ceux qui sont inscrits sur son site (www.veterinaire.fr ; rubrique trouver un vétérinaire/vétérinaire spécialiste) sont autorisés à se prévaloir, en France, du titre de « vétérinaire spécialiste ».

##### Des spécialités internationales non reconnues en France
Encore plus étonnant, certaines spécialités pourtant très « classiques » sont ignorées par la réglementation française alors qu’il existe un diplôme de spécialiste européen, sous contrôle de l’European Board of Veterinary Specialisation (EBVS). C'est par exemple le cas de la neurologie ou de l'anesthésie vétérinaire, … La liste des vétérinaires ayant une spécialisation reconnue par un titre européen est consultable sur le site de l'EBVS